# Piste de bobsleigh, luge et skeleton de Paramonovo

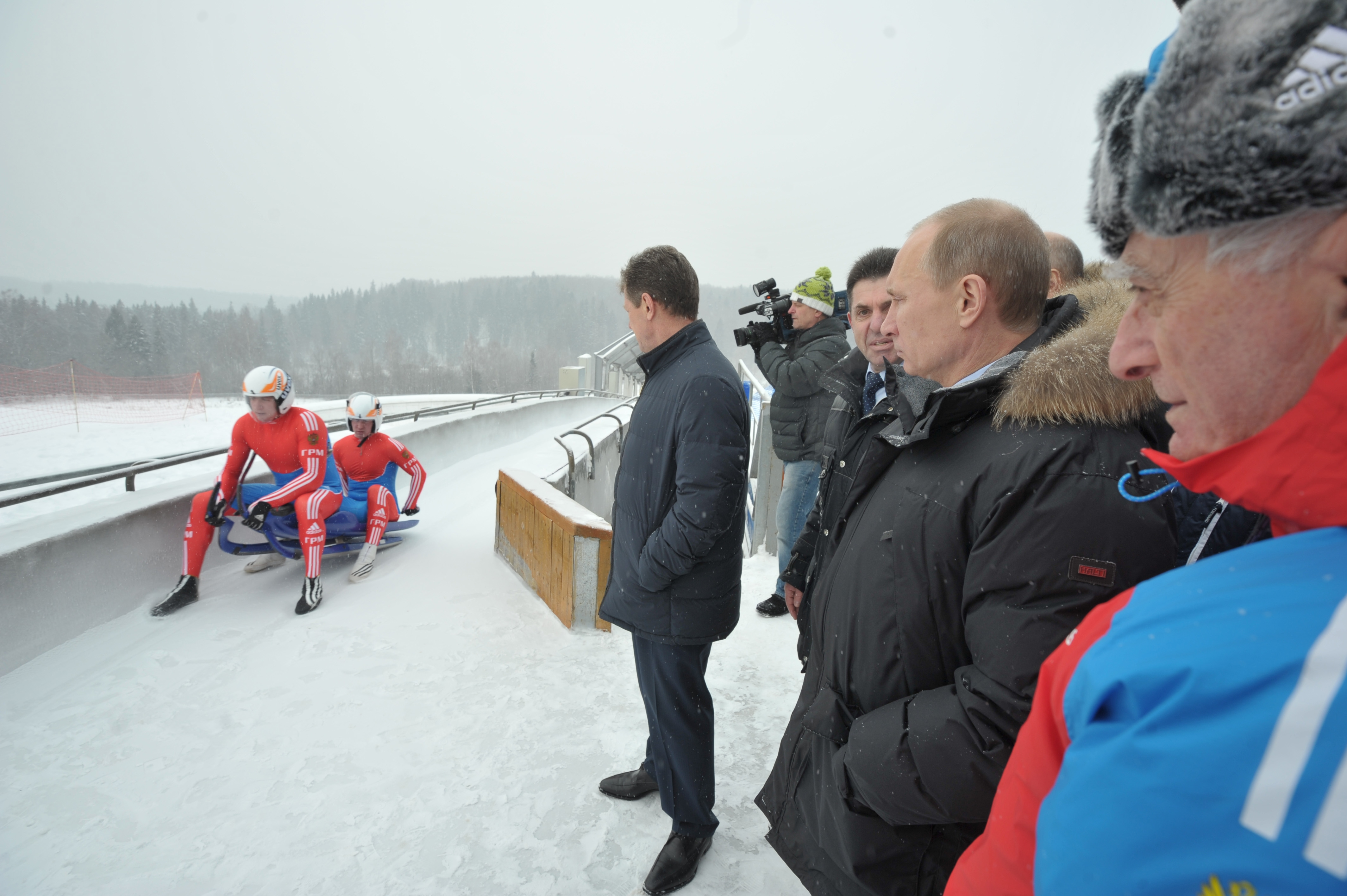
Vladimir Poutine visitant une piste de bobsleigh à Paramanovo en 2012

La piste de bobsleigh, luge et skeleton de Paramonovo est une piste de bobsleigh, luge et skeleton située à Paramonovo (Russie), près de Moscou.

## Histoire
Dans les années 1970, l'Union soviétique compte de nombreux succès en luge et bobsleigh. En 1986, la piste de Sigulda est construite pour permettre aux athlètes de bonnes conditions d'entraînement. Cependant, en raison de l'éclatement du bloc soviétique en 1991 a pour conséquence l'indépendance de la Lettonie, la Russie ne dispose alors plus de piste. Après une décennie de disette, les Russes retrouvent des médailles olympiques lors des Jeux olympiques d'hiver de 2006 avec l'argent du bob à 4 piloté par Alexandre Zoubkov et en luge masculine avec Albert Demtschenko. En raison de ces succès, la Russie décide de se doter de deux nouvelles pistes. La première près de Moscou et la seconde en prévision des Jeux olympiques d'hiver de 2014 à Krasnaïa Poliana près de Sotchi.
La construction de la piste débute en février 2007 pour se terminer en mars 2008, mais son homologation par la Fédération internationale de luge de course n'est obtenu qu'en décembre 2009 lors d'une épreuve de coupe du monde junior. La piste accueille pour la première fois une compétition de bobsleigh et de skeleton le 20 mars 2010.

## Statistiques
| Sport                      | Distance de la piste | Nombre de virages |
| -------------------------- | -------------------- | ----------------- |
| Bobsleigh, skeleton & luge | ?                    | 19                |

Entre l'aire de départ et l'aire d'arrivée, la différence d'altitude est de 105 mètres pour le bob et skeleton.